# Sphex cubensis
Sphex cubensis är en biart som först beskrevs av Fernald 1906.  Sphex cubensis ingår i släktet Sphex och familjen grävsteklar. Inga underarter finns listade i Catalogue of Life.